# Kung Zhending av Zhou
Kung Zhending av Zhou, var en kinesisk monark. Han var kung av Zhoudynastin 468–442 f.Kr.